# Протокол RFB
RFB (аббр. от англ. remote framebuffer) — клиент-серверный сетевой протокол для удалённого доступа к графическому рабочему столу компьютера. Используется в системах удаленного доступа VNC. Так как он работает на уровне кадрового буфера, то его можно применять для графических оконных систем, например X Window System, Windows, Quartz Compositor.

## Описание
По умолчанию RFB использует диапазон TCP-портов с 5900 до 5906. Каждый порт представляет собой соответствующий экран X-сервера (порты с 5900 по 5906 ассоциированы с экранами с :0 по :6). Java-клиенты, доступные во многих реализациях, использующих встроенный веб-сервер для этой цели, например, в RealVNC, связаны с экранами таким же образом, но на диапазоне портов с 5800 до 5806. Многие компьютеры под управлением ОС Windows могут использовать лишь один порт из-за отсутствия многопользовательских свойств, присущих UNIX-системам. Для Windows-систем экран по умолчанию — :0, что соответствует порту 5900.
Существует возможность обратного подключения от сервера к клиенту. В этом случае клиент переводится в слушающий (listening) режим и соединение инициируется сервером на 5500 TCP-порт клиента. Одно из преимуществ данного режима в том, что пользователю не обязательно настраивать Брандмауэр/NAT, чтобы разрешить доступ к указанным портам.
Несмотря на то, что RFB создавался как относительно простой протокол, со временем он стал дополняться новыми функциями, такими как передача файлов, более сложные методы безопасности и сжатие. Клиент и сервер в момент подключения производят сравнение реализованных в них версий протокола и согласовывают совместимый набор опций сжатия и безопасности.

## История
RFB был разработан в Olivetti Research Laboratory (ORL), как технология удаленного отображения для использования с тонким клиентом Videotile, с подключением по ATM соединению. Разработка своего протокола позволила упростить клиент.
Реализация VNC была выпущена как программное обеспечение с открытым исходным кодом, а спецификацию RFB опубликовали в сети. С тех пор RFB стал более популярным протоколом.
После закрытия ORL в 2002 некоторые ключевые разработчики из VNC и RFB сформировали RealVNC Ltd., чтобы продолжать разработку VNC и поддерживать протокол RFB. Текущая спецификация протокола RFB опубликована на веб-сайте RealVNC.

## Версии протокола
Опубликованные версии протокола RFB:
| Версия            | Издатель    | Дата        | Спецификация                        |
| RFB 3.3           | ORL         | Январь 1998 | The Remote Framebuffer Protocol 3.3 |
| RFB 3.7           | RealVNC Ltd | Август 2003 | The Remote Framebuffer Protocol 3.7 |
| RFB 3.8 (текущая) | RealVNC Ltd | Июнь 2007   | The Remote Framebuffer Protocol 3.8 |

Разработчики могут добавлять дополнительное кодирование и типы безопасности, но они должны согласовать уникальные идентификационные номера для своих добавлений с сопровождающими протокола, так чтобы номера не повторялись. Одинаковые номера могут вызвать путаницу, когда происходит соединение и сломать кросс-совместимость между реализациями. Список кодирования и типов безопасности ведется RealVNC Ltd отдельно от спецификации протокола, чтобы новые типы могли быть добавлены, не требуя переиздания спецификации.

### Типы кодирования
| · 0x00000000 — Сырой (Raw) · 0x00000001 — Копирование прямоугольников (CopyRect) · 0x00000002 — Увеличение прямоугольника (Rising Rectangle) · 0x00000004 — CoRRE (Compact Rising Rectangle) · 0x00000005 — Hextile · 0x00000006 — Сжатие Zlib · 0x00000007 — Версия клиента Tight · 0x00000008 — ZlibHex · 0x00000009 — Версия клиента Ultra · 0x00000010 — Сжатие ZRLE · 0x00000011 — Сжатие ZYWRLE (ZLib YUV Wavelet Run Length Encoding) · 0xFFFF0001 — Флаг кэширования (CacheEnable) | · 0xFFFF0006 — Флаг побитового XOR (XOREnable) · 0xFFFF8000 — ServerState (UltraVNC) · 0xFFFF8001 — EnableKeepAlive (UltraVNC) · 0xFFFF8002 — Передача файлов (FTProtocolVersion — UltraVNC) · 0xFFFFFF00 — 0xFFFFFF09 — CompressLevel (Tight) · 0xFFFFFF10 — XCursor · 0xFFFFFF11 — RichCursor · 0xFFFFFF18 — PointerPos · 0xFFFFFF20 — LastRect · 0xFFFFFF21 — NewFBSize · 0xFFFFFFE0 — 0xFFFFFFE9 — QualityLevel (Tight) |

## Ограничения
С точки зрения передачи данных буфера обмена, RFB способен передавать текст только в рамках кодировки Latin-1.
Протокол VNC основан на передаче растров (массивов пикселей). Несмотря на то, что это приводит к большой гибкости (то есть возможно отображение любого типа рабочего стола), такой метод часто менее эффективен, чем решения, более близкие к графическим системам типа X11 или RDP. В таких протоколах возможна отправка более сложных графических примитивов и команд высокого уровня в более простой форме (например, создать окно), тогда как RFB просто отправляет необработанные пиксельные данные, хоть и сжатые.